# هارلینگتون (نیوجرسی)
هارلینگتون (به انگلیسی: Harlingen) یک منطقهٔ مسکونی در ایالات متحده آمریکا است که در مانتگومری، نیوجرسی واقع شده‌است. هارلینگتون ۱٫۸۵۸ کیلومتر مربع مساحت و ۲۸۰ نفر جمعیت دارد و ۲۴ متر بالاتر از سطح دریا واقع شده‌است.